# Patrice Evra
Patrice Latyr Evra (Dakar, Szenegál, 1981. május 15. –) francia labdarúgó. Eredeti posztja balhátvéd, de szükség esetén balszélsőként is pályára tud lépni.

## Pályafutása

### Kezdeti évek
Evra a Paris Saint-Germain ifiakadémiáján kezdett futballozni csatárként. A francia klub nem tartotta elég jónak ahhoz, hogy profi szerződést adjon neki, ezért egy kis olasz csapathoz, a Marsalához igazolt. Ott szélsőként számították rá. Minden sorozatot egybevéve 27-szer kapott lehetőséget és hat gólt szerzett. Egy év után a Monzához igazolt, de ott csak három meccsen játszott.

### Nice
2000-ben a francia másodosztályban szereplő Nice-hez szerződött. Eleinte csatárként szerepelt, de a sok sérülés miatt egy Stade Lavallois ellen visszarendelték a védelembe. Ezután felváltva játszott egyik, majd másik poszton, de leginkább hátvédként nyújtott kiemelkedő teljesítményt.

### AS Monaco
Evra olyan jó védőmunkát végzett a Nice-ben, hogy az AS Monaco már mint balhátvédet igazolta le. Hamar állandó tagja lett a hátsó alakzatnak. Egész Franciaországban elismert négyest alkottak Sébastien Squillacival, Gaël Givet-vel és Julien Rodriguezzel. A Monaco bejutott a 2003–04-es Bajnokok Ligája döntőjébe, ahol Evra végig a pályán volt. Csapata 3–0-s vereséget szenvedett a Porto ellen.
2005-ben többször is megkapta a csapatkapitányi karszalagot. A piros-fehérek az előző, jó szezon után szenvedtek, a Bajnokok Ligájából már a selejtezők során kiestek és a bajnokságban is a kiesés elkerüléséért harcoltak.

### Manchester United
Evra 2006. január 10-én, 5,5 millió fontért a Manchester Unitedhez igazolt. Sir Alex Ferguson vele szerette volna megerősíteni a csapat védelmét, mely sokat bizonytalankodott Gabriel Heinze sérülését követően. Átigazolása után az volt az első dolga, hogy megkérdezte Gary Neville-t, merre van a legközelebbi templom.
Január 14-én, egy Manchester City elleni rangadón debütált a Vörös Ördögöknél. Nem sikerült jól a bemutatkozása, csapata 3–1-re kikapott és csak egy félidőt játszhatott. Az Old Traffordon az ősi rivális Liverpool ellen játszhatott először, a United 1–0-ra megnyerte a találkozót. A 2006–07-es szezon közepére sikerült állandó helyet szereznie magának a kezdőben.
2006. november 29-én, egy Everton elleni mérkőzésen szerezte meg első gólját a Premier League-ben. 2007 áprilisában, a Roma 7–1-es legyőzése során ő lőtte a meccs utolsó gólját. Az idény végén az év csapatába is bekerült. A következő évadban a bajnokságot és a Bajnokok Ligáját is megnyerte a Manchester Uniteddel.
A 2008–09-es szezonban is fontos tagja volt csapatának. 2008 decemberében egy négy meccsre szóló eltiltást kapott, mivel az előző szezonban összetűzésbe került a Chelsea egyik edzőjével. A szezon végén ismét bajnoki címet ünnepelhetett a Uniteddel.
Evra szerepe folyamatosan nőtt, és ő lett a United első számú balhátvédje. A 2011–12-es szezontól pedig ő lett a csapatkapitány-helyettes. Volt egy kisebb összetűzése Luis Suárezzel, aki rá rasszista megjegyzést tett, ami végén a liverpooli támadó 8 meccses eltiltást kapott. Ezután egy ideig nem is fogtak kezet egymással. A 2012–13-as szezonba még jobban ment neki, szinte állandó kezdő volt, a Manchester Unitedből senki se lépett többször pályára, mint ő és Michael Carrick, csupán pár alkalommal maradt ki, ráadásul 4 gólt is szerzett a szezonban.

### Juventus
2014. július 21-én jelentették be a Manchester United hivatalos oldalán, hogy a hátvéd az olasz bajnok Juventus együttesében folytatja pályafutását.

### Olympique Marseille
2017. január 26-án az Olympique Marseille igazolta le. November 2-án a Vitória Guimaraes elleni Európa-liga-meccs előtt fejbe rúgta csapata egyik szurkolóját, klubja pedig 10-én felbontotta a szerződését.

### Válogatott
Evra részt vett a 2008-as Eb-n. Az első meccsen, a románok ellen nem léphetett pályára, mivel a szövetségi kapitány Éric Abidalnak szavazott bizalmat. A franciák gyenge teljesítményt nyújtottak és csak egy 0–0-ra voltak képesek, így többen kikerültek a csapatból, köztük Abidal is.
A Hollandia elleni mérkőzésen így már Evra is részt vett, de csapata 4–1-re kikapott. A harmadik csoportmeccset is elvesztették, Olaszország ellen, így kiestek az Európa-bajnokságról. A találkozó után a játékoskijáróban Evra kis híján összeverekedett Patrick Vieirával.

## Edzői pályafutása
Evra 2019. szeptember 10.-én bejelentette, megkezdi edzői pályafutását a Manchester United tartalékcsapatánál.

## Egyéb
Szakértőként dolgozott több sportcsatornánál is, illetve elkezdett tartalmat gyártani több közösségi média platformon.
2025-ben részt vett a Inside valóságshowban.

## Sikerei, díjai

### AS Monaco
- Francia kupa-győztes: 2003

Bajnokok ligája döntős

### Manchester United
- Angol bajnok: 2006/07, 2007/08, 2008/09 (2012/13) angol labdarúgó bajnokság első osztály
- Ligakupa-győztes: 2006, 2009
- FA Community Shield-győztes: 2007, 2008
- Bajnokok Ligája-győztes: 2008
- FIFA-klubvilágbajnok: 2008